# Radicaal 65
Radicaal 65 is een van de 34 van de 214 Kangxi-radicalen dat bestaat uit vier strepen.
In het Kangxi-woordenboek zijn er 26 karakters die dit radicaal gebruiken.

## Karakters met het radicaal 65
| Strepen | Karakter |
| ------- | -------- |
| + 0     | 支       |
| + 5     | 攱       |
| + 8     | 攲       |
| + 12    | 攳       |